# Chelo Silva
Consuelo Silva (Brownsville, Texas, 25 de agosto de 1922-Corpus Christi, Texas, 2 de abril de 1988), conocida como Chelo Silva, fue una cantante estadounidense. Se especializó en los géneros de bolero y ranchera. Entre sus canciones más exitosas se incluyen; «Como un perro», «Cheque en blanco», «Ponzoña», «Sabes de qué te tengo ganas», «Amor aventurero», y «Soy bohemia».

## Biografía y carrera
Consuelo Silva nació el 25 de agosto de 1922 en Brownsville, Texas, siendo la mayor de siete hijos. Comenzó su carrera como cantante en la adolescencia, cuando cantaba en la escuela y en la iglesia "Our Lady of Guadalupe Catholic Church". Sin embargo, se puede decir que inició realmente su carrera como cantante colaborando en un grupo local llamado Orquesta Típica Mixteca fundada por Vicente Tito Crixell. 
A finales de la década de 1930, se presentó en un programa de radio presentado por el que sería su marido, Américo Paredes. Silva luego continuó su carrera cantando en Corpus Christi Texas Continental Club. En 1952, firmó con Discos Falcón en McAllen y grabó más de setenta títulos para el sello. Con la ayuda del sello mexicano Peerless, los discos de Silva se distribuyeron por todo México. En 1955 grabó con el sello internacional Columbia Records, lo cual empujó su carrera como una de las cantantes más vendidas en todo México y América Latina.

### Muerte
El 2 de abril de 1988, Silva falleció en Corpus Christi, Texas, a los 65 años de edad, a causa de cáncer. Su cuerpo fue enterrado en el cementerio Rose Hill Memorial Park, ubicado en la misma ciudad.